# Redfern Construction Company
Redfern Construction Company  était une entreprise de construction navale et de réparation navale à Toronto, en Ontario au Canada.
Le chantier était situé à l'intersection du Lake Shore Boulevard et de Spadina Avenue.

## Histoire
Ce chantier naval a fonctionné sous au moins neuf noms différents au cours de ses 55 années d'existence, pendant lesquelles il a construit quelque 160 navires.  
Il a été créé en 1890 par la célèbre Doty Engine Works sous le nom de John Doty & Sons et a été repris par Bertram Engineering Works Company en 1893.  
Bertram a commencé à numéroter leurs coques au numéro 10, alors qu'il n'y a aucune preuve que Doty ait réellement attribué des numéros de coque.  En 1905, le chantier fut vendu à la Canadian Shipbuilding Company, qui venait de créer un chantier naval Upper Lakes à Fort Érié (Ontario). La Canadian SB a terminé les contrats attribués à Bertram et a commencé sa propre séquence de numérotation des coques en commençant par 100.  La Canadian SB échoue en 1908 mais est reprise et rebaptisée Toronto Shipyards, en conservant la même séquence de numérotation des coques. 
Les Toronto Shipyards ferment en 1910. Le site abandonné a été repris en 1913 par Thor Iron Works, qui a commencé une nouvelle série de numérotation des coques.  
En 1917, Thor fut à son tour racheté et le chantier fut agrandi et rebaptisé Dominion Shipbuilding & Repair Company, déménageant dans un nouveau chantier plus grand à proximité. Dominion a achevé les navires construits par Thor au moment de l'achat, mais a ensuite commencé une nouvelle série de numéros de coque pour ses propres contrats.  Ce chantier a fait faillite en juillet 1920 lors d'une grève générale et les navires alors en construction (coques 10 et 11) ont été achevés par les chantiers navals Collingwood, à Toronto, qui ont reçu les numéros de coque 69 et 70 de Collingwood.  Le site est ensuite resté inactif jusqu'à la Seconde Guerre mondiale, où il a été réactivé sous le nom de Dufferin Shipbuilding Company, mais en octobre 1941, il a été repris par le gouvernement canadien et renommé Toronto Shipbuilding Company. Elle est ensuite devenue Redfern Construction Company, Ltd. en août 1943, mais a fermé définitivement après la guerre.

## Navires construits
Construit par John Doty & Sons.
| Numéro de coque | Nom du navire | Client                  | Type de navire        | Date de construction |
| --------------- | ------------- | ----------------------- | --------------------- | -------------------- |
|                 | Primrose      | Toronto Ferry Co.       | Ferry à roue à aubes  | 1890                 |
|                 | Mayflower     | Toronto Ferry Co.       | Ferry à roue à aubes  | 1890                 |
|                 | Mistassini    | E. F. Wurtele           | Vapeur à roue à aubes | 1891                 |
|                 | Garden City   | Thomas Nihan            | Ferry à roue à aubes  | 1892                 |
|                 | Petrel        | Collins Bay Raft Co.    | Vapeur à hélice       | 1892                 |
|                 | Medora        | Musk. & Geo. Bay Nav Co | Vapeur à roue à aubes | 1893                 |

Construit par Bertram Engineering Works Company.
Construit par Canadian Shipbuilding Company.
| Numéro de coque | Nom du navire | Client                    | Type de navire        | Date de construction |
| --------------- | ------------- | ------------------------- | --------------------- | -------------------- |
| 100             | Cayuga        | Niagara Navigation Co.    | Navire à passager     | 1907                 |
| 101             | E. B. Osler   | St. Lawrence & Chi SN Co. | Laker                 | 1908                 |
|                 | Cherokee      | Muskoka Lakes Nav Co      | Navire à passager     | 1907                 |
| 103             | Sagamo        | Muskoka Lakes Nav Co      | Navire à passager     | 1906                 |
|                 | Ontario No. 1 | Ontario Car Ferry Co.     | Ferry                 | 1907                 |
| 105             |               |                           |                       |                      |
| 106             | Rapids King   | Richelieu & Ont Nav Co.   | Navire à passager     | 1907                 |
|                 | Pollux        | Upper Ottawa Imp Co.      |                       | 1907                 |
|                 | Castor        | Upper Ottawa Imp Co.      | Vapeur à roue à aubes | 1907                 |
|                 | C. J. Booth   | John R. Booth             |                       | 1907                 |
|                 | J. F. Booth   | John R. Booth             |                       | 1907                 |

Construit par Toronto Shipyards Ltd..
| Numéro de coque | Nom du navire     | Client                  | Type de navire           | Date de construction |
| --------------- | ----------------- | ----------------------- | ------------------------ | -------------------- |
|                 | Silverland        | Haileybury Nav Co.      | Vapeur                   | 1909                 |
|                 | Queen of Temagami | Temagami Steamboat Co.  | Vapeur                   | 1909                 |
| 113             | Rapids Prince     | Richelieu & Ont Nav Co. | Navire à passagers       | 1910                 |
|                 | P.W.D. No. 38     | Dept. of Public Works   | Chaland de déchargement  | 1909                 |
|                 | P.W.D. No. 39     | Dept. of Public Works   | Chaland de déchargement  | 1909                 |
|                 | Amelia Mac        | Arctic Ice Company      | Remorqueur               | 1909                 |
|                 | Newminko          | Wm. Hannah & Co.        | Navire de ravitaillement | 1910                 |
|                 | Rosamond Billett  | Hugh Sutherland         | Drague à sable           | 1910                 |

Construit par Thor Iron Works Ltd..
| Numéro de coque | Nom du navire | Client                  | Type de navire    | Date de construction |
| --------------- | ------------- | ----------------------- | ----------------- | -------------------- |
| 1               | La Salle      | John E. Russell         | Yacht             | 1914                 |
| 2               | Donald Mac    | John E. Russell         | Bateau de pêche   | 1914                 |
| 3               | Emily Stewart | Canadian Stewart Co.    | Remorqueur        | 1914                 |
| 4               | Angoulème     | Donald Steamship Co.    | Cargo             | Février 1918         |
| 5               | Troja         | Troja Steamship Co Ltd  | Cargo             | Juin 1918            |
| 6               |               | Royal Navy              | Dragueur de mines | Juin 1918            |
| 7               |               | Royal Navy              | Dragueur de mines | Juin 1918            |
| 8               | St. Mihiel    | Maple Leaf Steamship Co | Cargo             | Décembre 1918        |
| 9               | Le Quesnoy    | Nova Scotia Tptn Co     | Cargo             | Mai 1919             |

Construit par Dominion Shipbuilding & Repair Co., Ltd..
| Numéro de coque | Nom du navire       | Client                   | Type de navire | Date de construction |
| --------------- | ------------------- | ------------------------ | -------------- | -------------------- |
| 1               | General Currie      | Nova Scotia Steamships   | Cargo          | Mai 1919             |
| 2               | General Morrison    | Dominion Shipbuilding Co | Cargo          | Juin 1919            |
| 3               | General Turner      | Dominion Shipbuilding Co | Cargo          | Août 1919            |
| 4               | General Williams    | Dominion Shipbuilding Co | Cargo          | Septembre 1919       |
| 5               | Hessa               | Aalsunds Dampskibs       | Cargo          | Octobre 1919         |
| 6               | Skolma              | Skibs A/S Gröm           | Cargo          | Novembre 1919        |
| 7               | Torontonian         | Black Sea Shipping Co.   | Cargo          | Juin 1920            |
| 8               | T. L. Church        | T. L. Church Steamship   | Cargo          | Mai 1920             |
| 9               | Oriole IV           | Geo. H. Goodereham       | Yacht          | 1921                 |
| 10              | Canadian Pathfinder | Canadian Govt.           | Cargo          | Juillet 1921         |
| 11              | Canadian Engineer   | Canadian Govt.           | Cargo          | Août 1921            |
| 12              |                     |                          |                |                      |
| 13              |                     |                          |                |                      |
| 14              | Gonzaba/Washington  | Mexican Govt.            | Cargo          | 1920                 |
| 15              | Floraba/Bolivar     | Mexican Govt.            | Cargo          | Septembre 1920       |

Construit par Dufferin Shipbuilding Co., Ltd., et plus tard par Toronto Shipbuilding Co., Ltd.
| Numéro de coque | Nom du navire                | Client              | Type de navire    | Date de construction |
| --------------- | ---------------------------- | ------------------- | ----------------- | -------------------- |
| 15              | NCSM Nipigon (J154)          | Royal Canadian Navy | Dragueur de mines | 11 août 1941         |
| 16              | NCSM Burlington (J250)       | Royal Canadian Navy | Dragueur de mines | 6 septembre 1941     |
| 17              | NCSM Georgian (J144)         | Royal Canadian Navy | Dragueur de mines | 23 septembre 1941    |
| 18              | NCSM Thunder (J156)          | Royal Canadian Navy | Dragueur de mines | 14 octobre 1941      |
| 19              | NCSM Gananoque (J259)        | Royal Canadian Navy | Dragueur de mines | 8 novembre 1941      |
| 20              | NCSM Goderich (J260)         | Royal Canadian Navy | Dragueur de mines | 23 novembre 1941     |
| 21              | NCSM Mingan (J119)/Fort York | Royal Canadian Navy | Dragueur de mines | 27 février 1942      |
| 22              | NCSM Parrsborough (J117)     | Royal Canadian Navy | Dragueur de mines | 27 mai 1942          |
| 23              | NCSM Qualicum (J138)         | Royal Canadian Navy | Dragueur de mines | 13 mai 1942          |
| 24              | NCSM Shippigan (J212)        | Royal Canadian Navy | Dragueur de mines | 17 juin 1942         |
| 25              | NCSM Tadoussac (J220)        | Royal Canadian Navy | Dragueur de mines | 28 mars 1942         |
| 26              | NCSM Wedgeport (J139)        | Royal Canadian Navy | Dragueur de mines | 21 avril 1942        |
| 27              | NCSM Port Hope (J280)        | Royal Canadian Navy | Dragueur de mines | 30 juillet 1942      |
| 28              | NCSM Sarnia (J309)           | Royal Canadian Navy | Dragueur de mines | 13 août 1942         |
| 29              | NCSM Stratford (J310)        | Royal Canadian Navy | Dragueur de mines | 29 août 1942         |
| 30              | NCSM Westmount (J318)        | Royal Canadian Navy | Dragueur de mines | 15 septembre 1942    |

Construit par Redfern Construction Co., Ltd..